# Mesalina adramitana
Mesalina adramitana är en ödleart som beskrevs av  George Albert Boulenger 1917. Mesalina adramitana ingår i släktet Mesalina och familjen lacertider. IUCN kategoriserar arten globalt som livskraftig. Inga underarter finns listade i Catalogue of Life.